# Hueso cuneiforme medial
El hueso cuneiforme medial (también conocido como primer cuneiforme) es el mayor de los huesos cuneiformes.
Está situado en la cara medial del pie, anterior al hueso navicular y posterior a la base del primer metatarsiano. Es lateral al hueso cuneiforme intermedio.
Se articula con cuatro huesos: el navicular, el hueso cuneiforme intermedio, y el primer y segundo metatarsianos.
El músculo tibial anterior y el músculo peroneo lateral largo se insertan en el hueso cuneiforme medial.
Posee 6 caras: 3 articulares y 3 rugosas. Lo que lo diferencia de los otros dos huesos cuneiformes.

## Imágenes adicionales

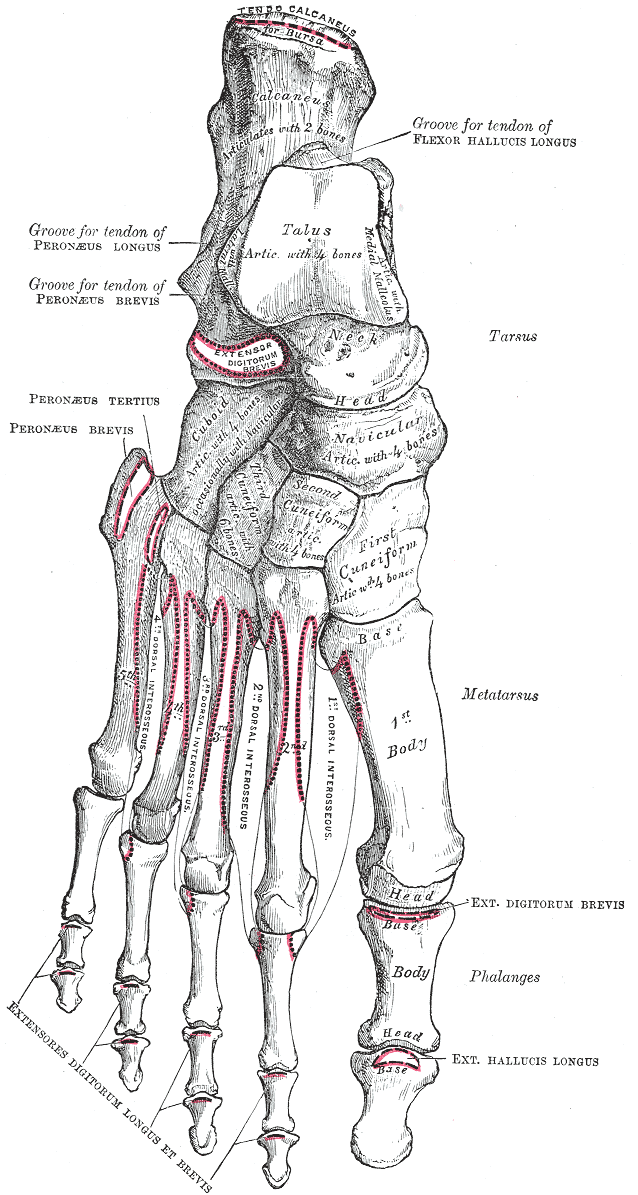
Huesos del pie derecho. Superficie dorsal.
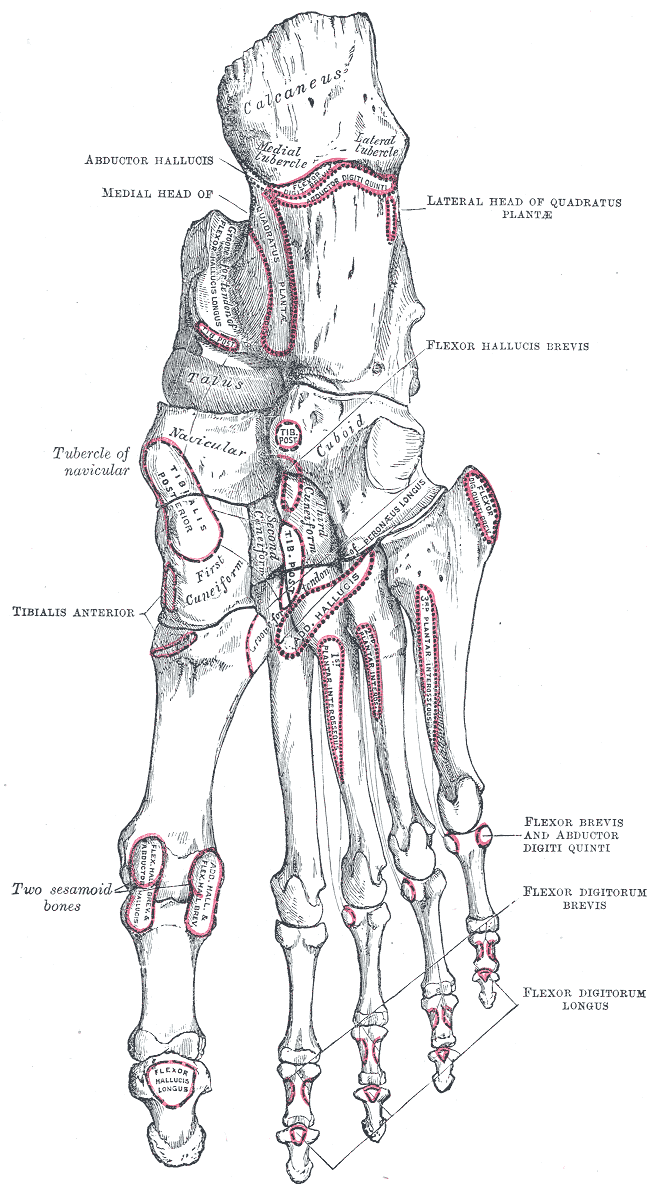
Huesos del pie derecho. Superficie plantar.
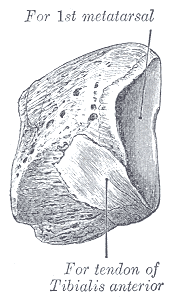
Primer cuneiforme izquierdo. Vista antero-medial.
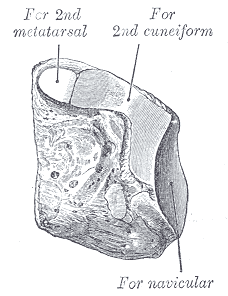
Primer cuneiforme izquierdo. Vista postero-lateral.
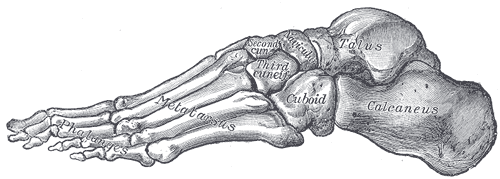
Huesos del pie. Posición lateral.
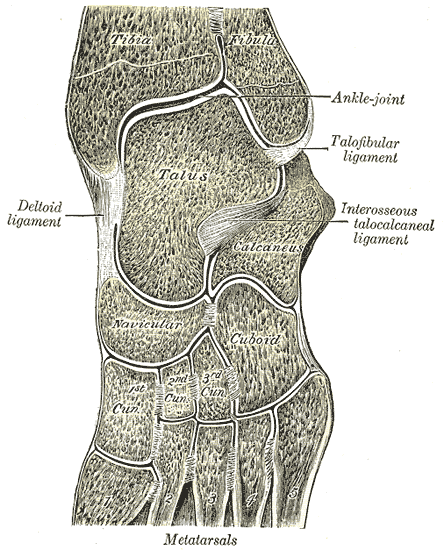
Sección oblicua de las articulaciones intertarsales y tarsometatarsales, mostrando las cavidades sinoviales.
Huesos del pie.
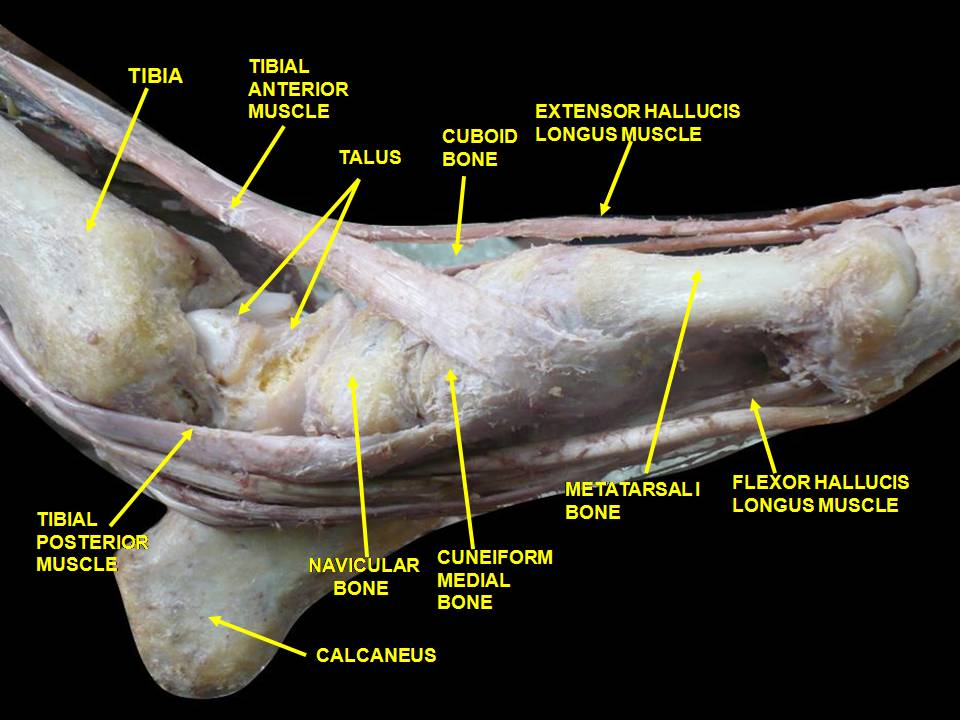
Articulación del tobillo. Disección profunda. Vista medial.
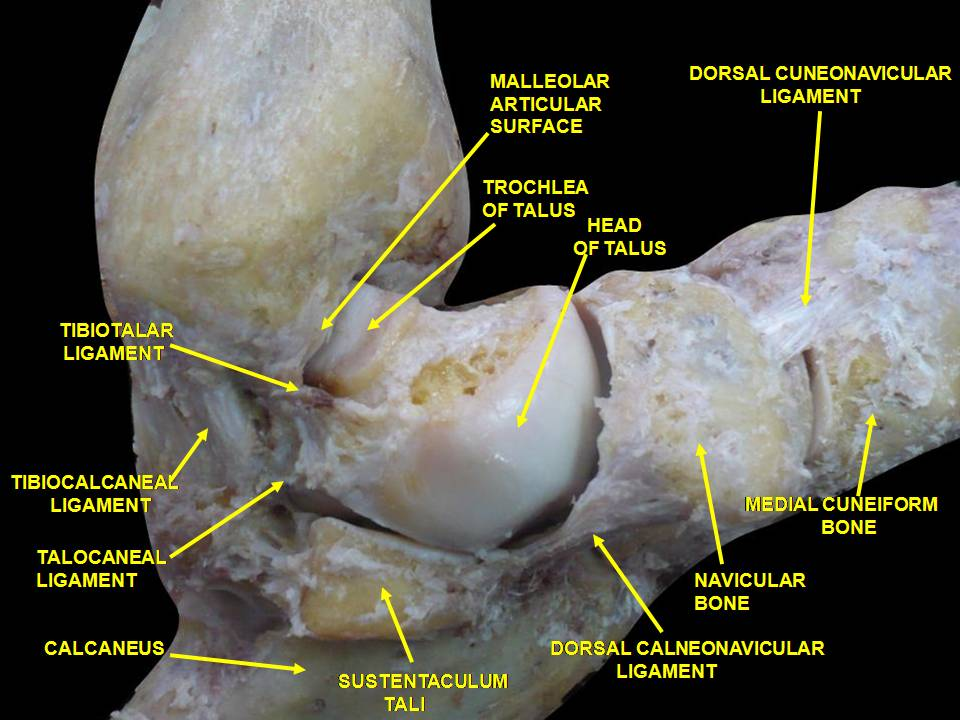
Articulación del tobillo. Disección profunda.
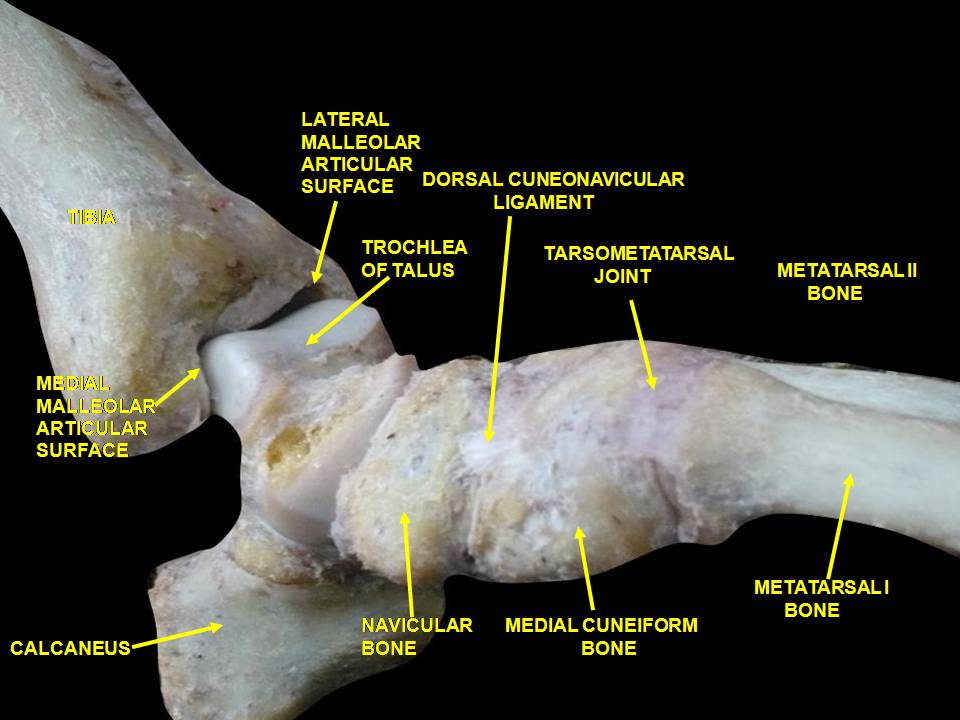
Articulación del tobillo. Disección profunda.
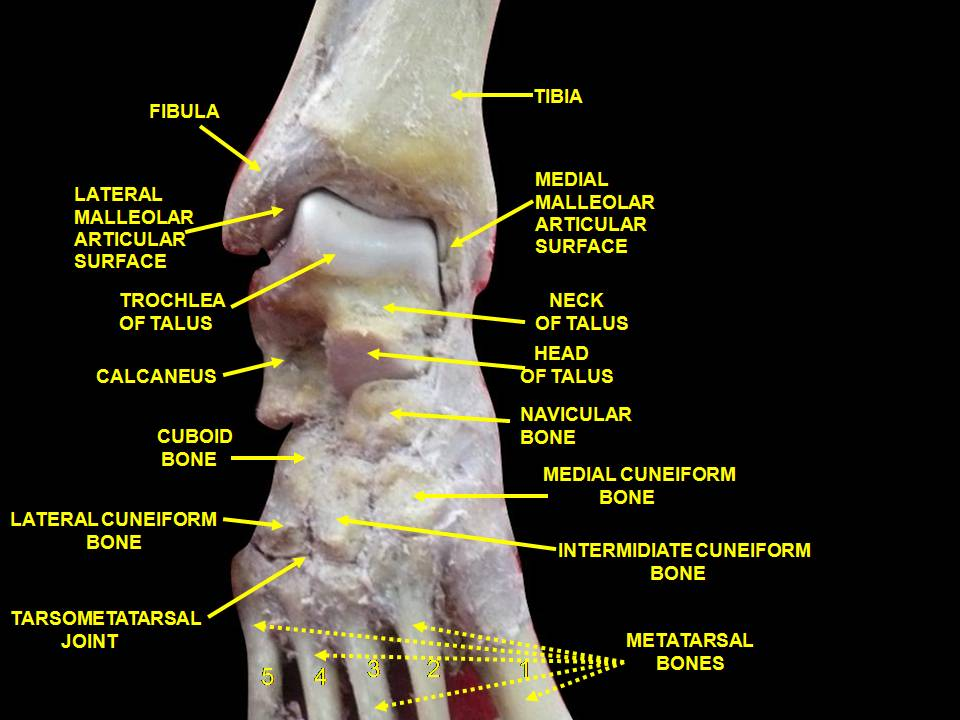
Articulación del tobillo. Disección profunda.
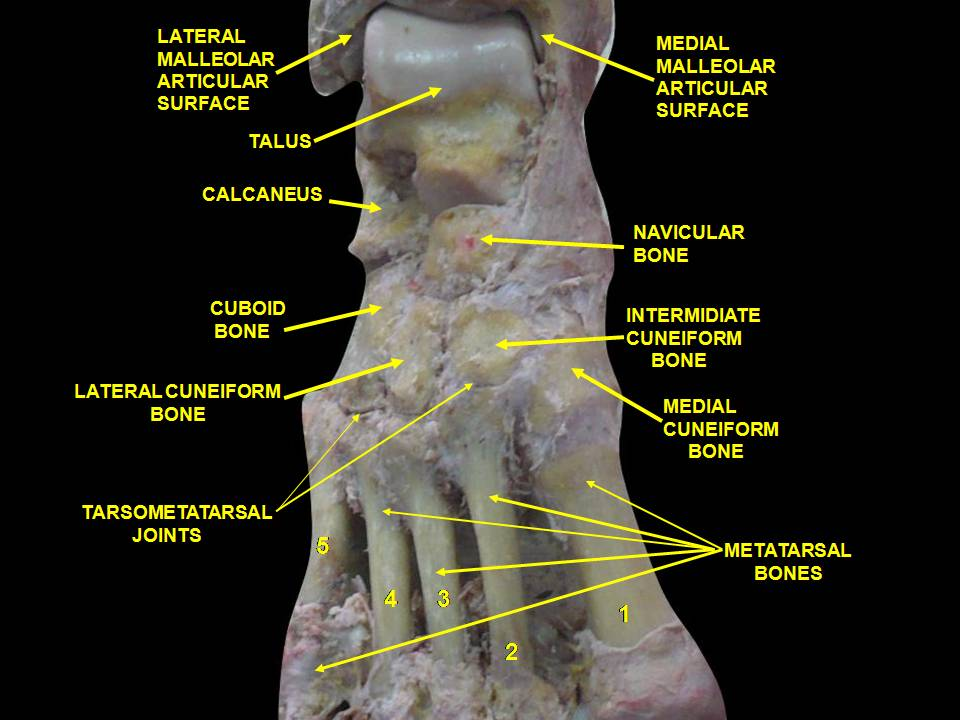
Tobillo y articulaciones tarsometatarsianas. Huesos del pie. Disección profunda.
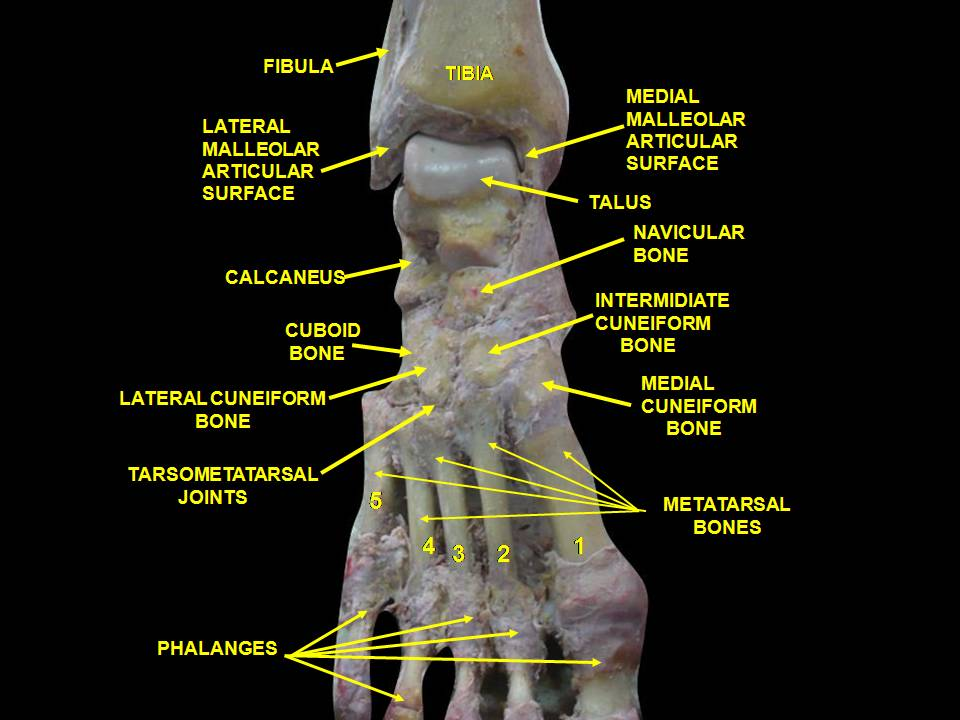
Tobillo y articulaciones tarsometatarsianas. Huesos del pie. Disección profunda.
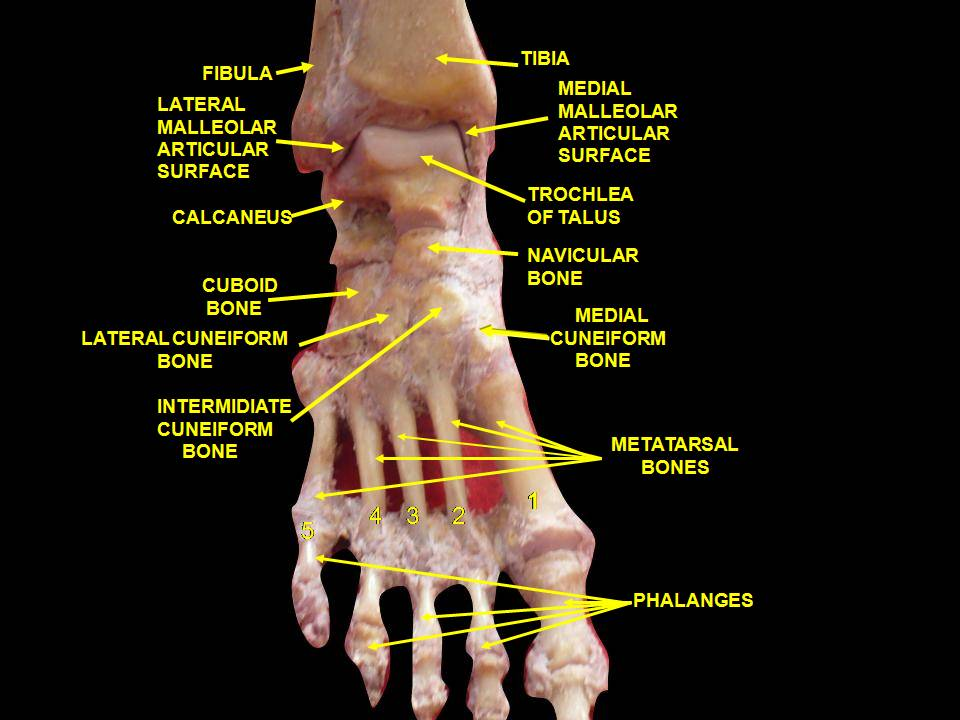
Tobillo y articulaciones tarsometatarsianas. Disección profunda. Vista anterior.